# Festuca japonica
Festuca japonica är en gräsart som beskrevs av Tomitaro Makino. Festuca japonica ingår i släktet svinglar, och familjen gräs. Inga underarter finns listade i Catalogue of Life.